# Carlo Carrenho
Carlo Carrenho é o fundador do PublishNews. Em 2006, foi indicado como uma das pessoas mais influentes do mercado editorial pela Folha de S.Paulo. É organizador do "Livro Entre Aspas" e coautor do "The Global eBook Report 2015: A report on market trends and developments.". Foi produtor do filme sueco-esloveno Noč.